# Kevin Whately
Kevin Whately, född 6 februari 1951 i Hexham, Northumberland, är en brittisk skådespelare främst känd för sina roller som kriminalinspektör Lewis i Kommissarie Morse och spinoffserien Kommissarie Lewis samt Neville Hope i Auf Wiedersehen, Pet.
Han är gift med skådespelerskan Madelaine Newton och har två barn, födda 1983 och 1985.

## Biografi
Whately är från Humshaugh nära Hexham, Northumberland i England. Han gick i skolan Barnard Castle School och är idag bosatt i Milton Keynes.
Han stöder Labour och är även supporter till fotbollslaget Burnley FC.